# UCI Àsia Tour 2024
L'UCI Àsia Tour 2024 és la vintena edició de l'UCI Àsia Tour, un dels cinc circuits continentals de ciclisme de la Unió Ciclista Internacional. Està format per vint-i-set proves, organitzades entre el 22 d'octubre de 2023 i el 14 d'octubre de 2024 a Àsia.

## Equips
Els equips poden participar en les diferents curses depenent de la categoria de la prova. Per exemple, els UCI WorldTeams només poden participar en curses .1 i el seu nombre per cursa és limitat.
| Catégorie | Catégorie              | Équipes                                                                           |
| --------- | ---------------------- | --------------------------------------------------------------------------------- |
| .1        | 1.1 (Cursa d'un dia)   | * UCI WorldTeam (màx. 50 %) * UCI ProTeam * Equip continental * Selecció nacional |
| .1        | 2.1 (Cursa per etapes) | * UCI WorldTeam (màx. 50 %) * UCI ProTeam * Equip continental * Selecció nacional |
| .2        | 1.2 (Cursa d'un dia)   | * UCI ProTeam * Equip continental * Selecció nacional * Equip regional i de club  |
| .2        | 2.2 (Cursa per etapes) | * UCI ProTeam * Equip continental * Selecció nacional * Equip regional i de club  |

## Evolució del calendari

### Octubre 2023
| Data | Cursa                                       | País      | Cat. | Vencedor          | Equip            | Ref.  |
| ---- | ------------------------------------------- | --------- | ---- | ----------------- | ---------------- | ----- |
| 22   | Sun Hung Kai Properties Hong Kong Cyclothon | Hong Kong | 1.1  | Lukas Pöstlberger | Team Jayco AlUla | [ 3 ] |

### Novembre 2023
| Data | Cursa                         | País | Cat. | Vencedor        | Equip    | Ref.  |
| ---- | ----------------------------- | ---- | ---- | --------------- | -------- | ----- |
| 5    | Karst International Road Race | Japó | 1.2  | Benjamí Prades  | JCL Ukyo | [ 4 ] |
| 12   | Tour d'Okinawa                | Japó | 1.2  | Masaki Yamamoto | JCL Ukyo |       |

### Gener
| Data  | Cursa        | País                | Cat. | Vencedor    | Equip                   | Ref.  |
| ----- | ------------ | ------------------- | ---- | ----------- | ----------------------- | ----- |
| 26-31 | Sharjah Tour | Emirats Àrabs Units | 2.2  | Gal Glivar  | UAE Team Emirates Gen Z | [ 5 ] |
| 30-3  | AlUla Tour   | Aràbia Saudita      | 2.1  | Simon Yates | Jayco AlUla             | [ 6 ] |

### Febrer
| Data | Cursa          | País | Cat. | Vencedor          | Equip             | Ref.  |
| ---- | -------------- | ---- | ---- | ----------------- | ----------------- | ----- |
| 9    | Muscat Classic | Oman | 1.1  | Finn Fisher-Black | UAE Team Emirates | [ 7 ] |

### Març
| Data  | Cursa                                    | País        | Cat. | Vencedor         | Equip               | Ref. |
| ----- | ---------------------------------------- | ----------- | ---- | ---------------- | ------------------- | ---- |
| 10-14 | Tour de Taïwan                           | Xina Taipei | 2.1  | Joseph Blackmore | Israel-Premier Tech |      |
| 30    | The Bueng Si Fai International Road Race | Tailàndia   | 1.2  | Lucas Carstensen | Roojai Insurance    |      |

### Abril
| Data | Cursa             | País      | Cat. | Vencedor         | Equip            | Ref. |
| ---- | ----------------- | --------- | ---- | ---------------- | ---------------- | ---- |
| 1-6  | Tour de Tailàndia | Tailàndia | 2.1  | Adne van Engelen | Roojai Insurance |      |

### Maig
| Data  | Cursa             | País       | Cat. | Vencedor              | Equip    | Ref. |
| ----- | ----------------- | ---------- | ---- | --------------------- | -------- | ---- |
| 10-12 | Tour de Kumano    | Japó       | 2.2  | Atsushi Oka           | JCL Ukyo |      |
| 19-26 | Volta al Japó     | Japó       | 2.2  | Giovanni Carboni      | JCL Ukyo |      |
| 27-29 | Tour de Bostonliq | Uzbekistan | 2.2  | Tegshbayar Batsaikhan | Mongòlia |      |

### Juliol
| Data  | Cursa          | País      | Cat. | Vencedor      | Equip              | Ref. |
| ----- | -------------- | --------- | ---- | ------------- | ------------------ | ---- |
| 22-25 | Tour de l'Ijen | Indonèsia | 2.2  | Merhawi Kudus | Terengganu Polygon |      |

### Agost
| Data  | Cursa                       | País            | Cat. | Vencedor   | Equip     | Ref. |
| ----- | --------------------------- | --------------- | ---- | ---------- | --------- | ---- |
| 23-25 | Trans-Himalaya Cycling Race | R.P. de la Xina | 2.2  | Aaron Gate | Burgos-BH |      |

### Setembre
| Data  | Cursa                | País            | Cat. | Vencedor         | Equip                        | Ref. |
| ----- | -------------------- | --------------- | ---- | ---------------- | ---------------------------- | ---- |
| 3-12  | Tour del llac Poyang | R.P. de la Xina | 2.2  | Petr Rikunov     | Chengdu Cycling Team         |      |
| 8     | Tour de Binzhou      | R.P. de la Xina | 1.2  | Ilia Shchegolkov | Caja Rural-Alea              |      |
| 8-11  | Tour de Salalah      | Oman            | 2.2  | Nícolas Sessler  | Victoria Sports Pro Cycling  |      |
| 15-17 | Tour de Huangshan    | R.P. de la Xina | 2.2  | Roman Maikin     | Chengdu Cycling Team         |      |
| 29    | Oita Urban Classic   | Japó            | 1.2  | Jeroen Meijers   | Victoria Sports Cycling Team |      |

### Octubre
| Data  | Cursa          | País      | Cat. | Vencedor          | Equip            | Ref. |
| ----- | -------------- | --------- | ---- | ----------------- | ---------------- | ---- |
| 5     | Tour de Batam  | Indonèsia | 1.2  | Kane Richards     | Roojai Insurance |      |
| 11-14 | Tour de Kyushu | Japó      | 2.1  | Émilien Jeannière | TotalEnergies    |      |